# Base Aérea de Morón
La Base Aérea de Morón de la Frontera (IATA: OZP, OACI: LEMO) es un aeródromo militar situado a 56 km al sudeste de la ciudad de Sevilla, en España. Toma su nombre de la localidad cercana de Morón de la Frontera (Sevilla), aunque se encuentra en su totalidad en el término municipal de Arahal. Está operativa desde 1941.
Según el convenio en vigor (Convenio entre el Reino de España y los Estados Unidos de América sobre cooperación para la defensa del 1 de diciembre de 1988), la base está bajo mando español y solo ondean la bandera y las insignias de mando españolas (artº 16). Estados Unidos tiene concedidos para fines militares la utilización y mantenimiento de una serie de instalaciones de apoyo (IDA) en la base (artº 8), correspondiendo a España la plena soberanía y control del territorio (artº 24).
Estas IDAs permiten las operaciones, administración, mantenimiento, comunicaciones, abastecimiento y almacenamiento de material para un destacamento de aviones cisterna (Fuerza Aérea de los Estados Unidos, USAF), con carácter permanente y el despliegue temporal y tránsito de aeronaves militares estadounidenses.

## Historia

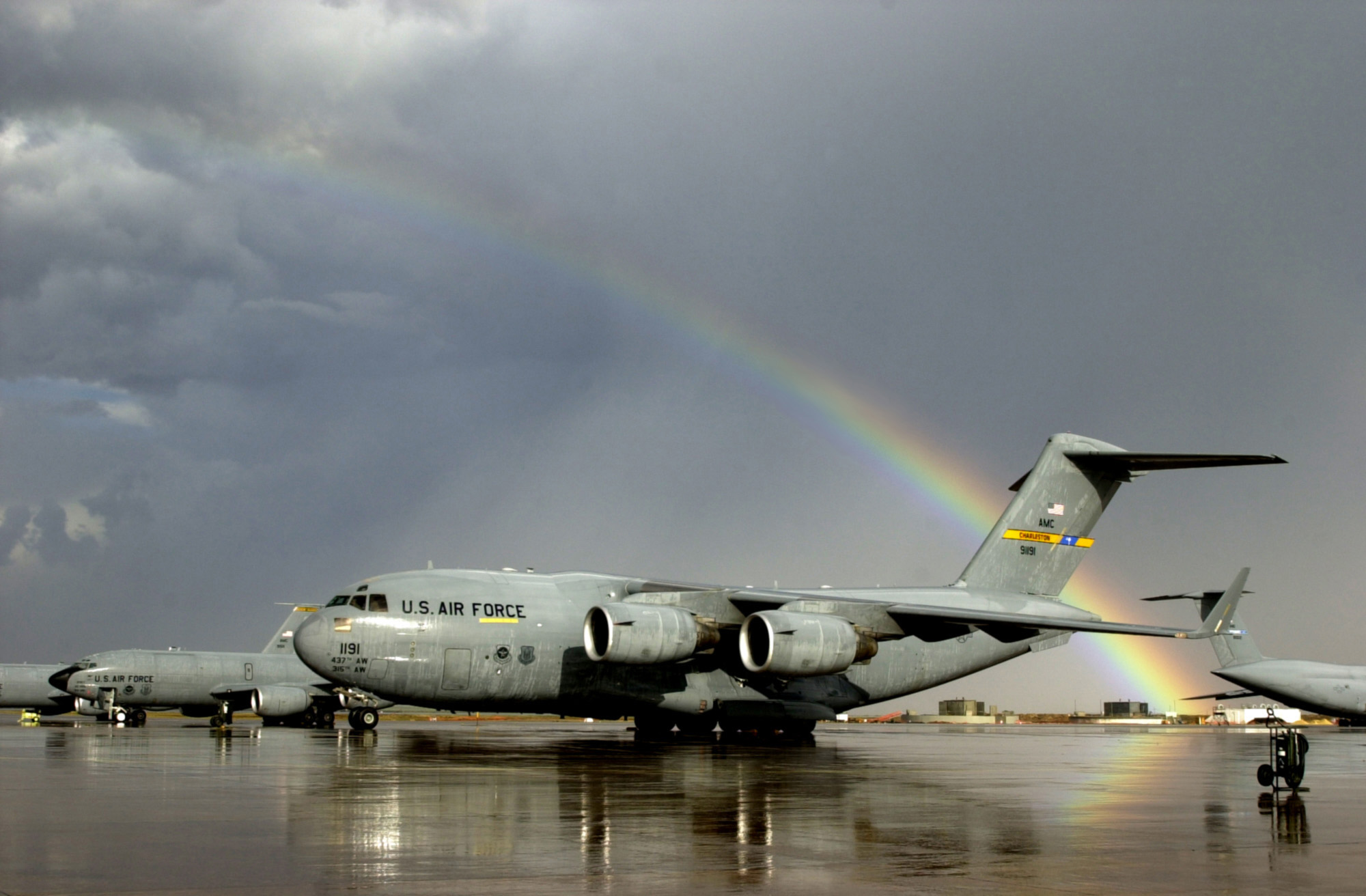
Varios C-17 en Morón durante la Operación Libertad Duradera en 2001

La construcción de esta base aérea, que originalmente se llamó "Aeródromo militar Vázquez Sagastizábal", comenzó en 1940. Al año siguiente la base ya estaba operativa, funcionando como una base para el entrenamiento de pilotos de caza de la Fuerza Aérea Española.
En 1953, en el contexto de la Guerra Fría y en virtud de los Pactos de Madrid de 1953, España decide ceder a Estados Unidos el uso de cinco bases militares. Las bases aéreas de Torrejón de Ardoz (Madrid), de Zaragoza (Aragón), Sevilla-San Pablo y de Morón (Sevilla), además de la base naval de Rota (Cádiz). La base aérea de Sevilla-San Pablo se cierra en los años 1960. En 1991 la Fuerza Aérea de los Estados Unidos (USAF) se retiró de Torrejón de Ardoz y en 2004 de Zaragoza, pero permanece en Morón y la Armada de los Estados Unidos (US Navy) también permanece en Rota.

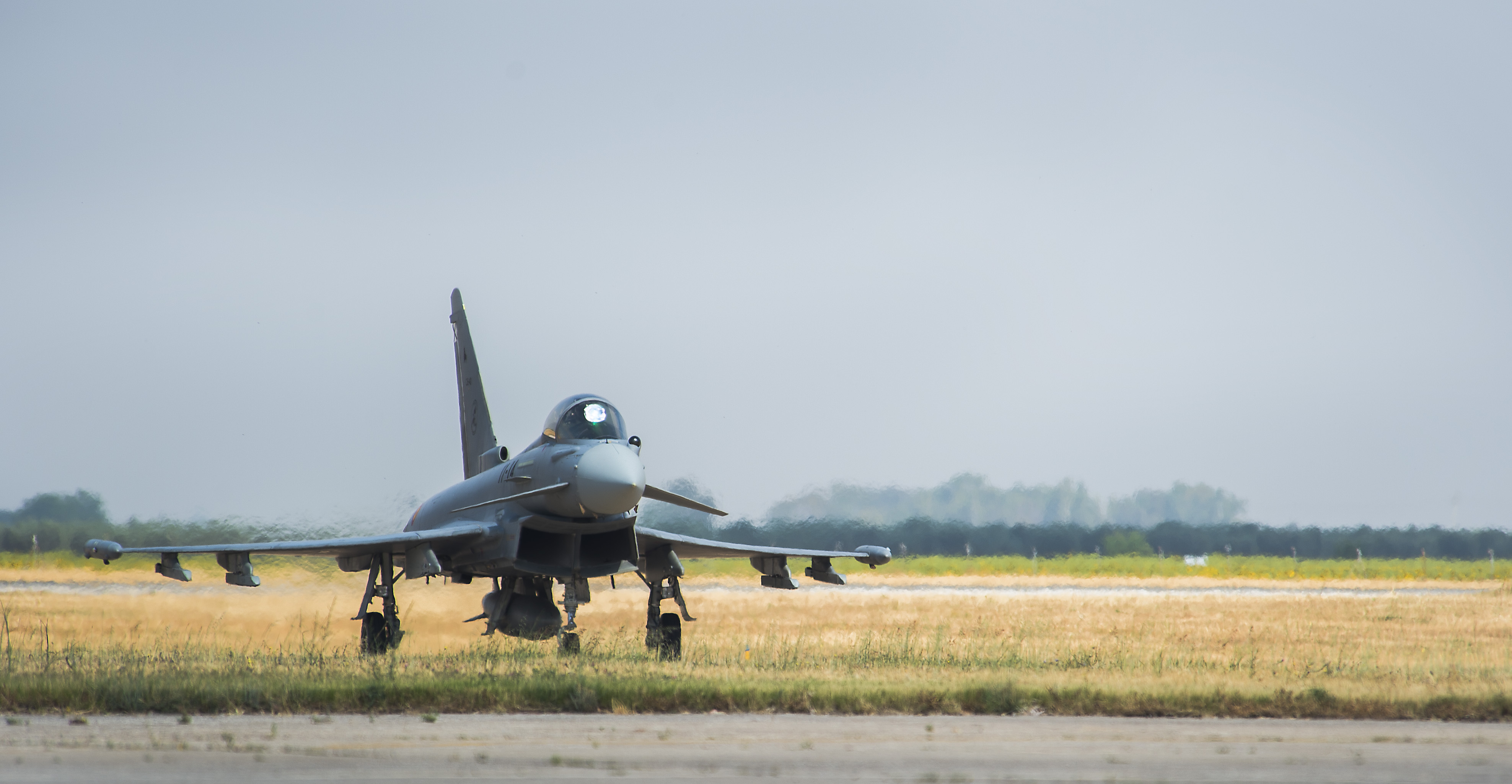
Un Eurofighter Typhoon del Ala 11 en Morón en 2015

El 13 de mayo de 1958, se asignó el primer vuelo de un Boeing B-47 Stratojet a la Base Aérea de Morón para realizar operaciones reflejas (Reflex operations) y luego llegaron Boeing KC-97 Stratotankers para realizar misiones de tanqueros de alerta de banda, y seis semanas después el primer escuadrón rotacional de cazas, el 1.er Escuadrón del Día del Combatiente, volando North American F-100 Super Sabres y comandado por el teniente coronel Chuck Yeager, llegó desde la Base de la Fuerza Aérea George, CA, para realizar tareas temporales de alerta de defensa aérea.

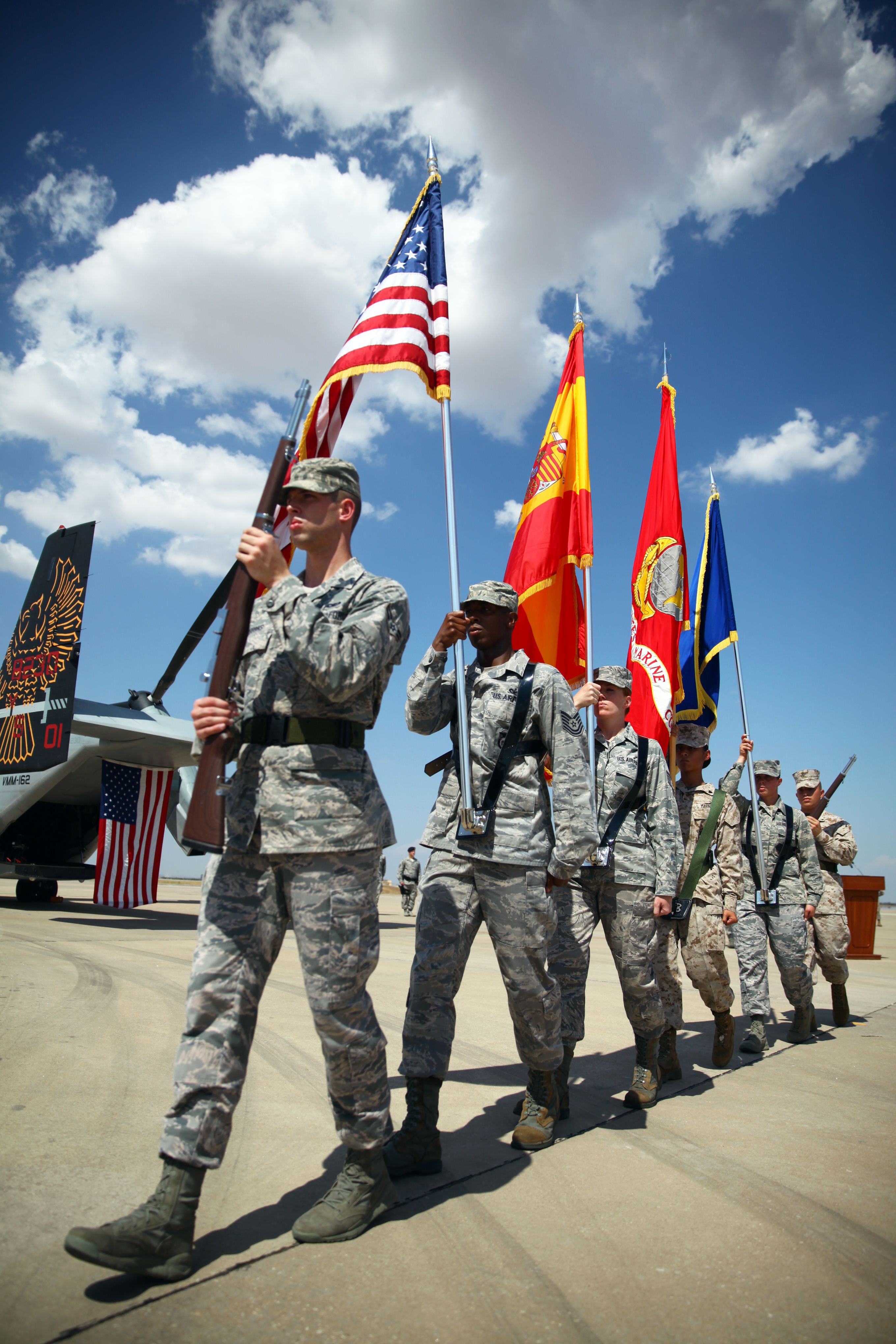
Infantes de Marina de los EE. UU. con la Fuerza de Tarea Aeroterrestre Marina de Propósito Especial Respuesta a Crisis y aviadores con el Escuadrón de Base Aérea 496 participan en una ceremonia conmemorativa de los atentados del 11-S en la Base Aérea de Morón, España, el 11 de septiembre de 2013.

Morón continuó operando principalmente como base de operaciones reflejas hasta 1962, cuando llegó el primer avión Boeing KC-135 Stratotanker. En 1966, la base fue transferida del Comando Aéreo Estratégico (SAC) a las Fuerzas Aéreas de Estados Unidos en Europa (USAFE). La misión cambió a soporte de comunicaciones, servicio temporal (TDY) operaciones de vuelo de "buen tiempo" para McDonnell Douglas RF-4C Phantom II de RAF Alconbury, y McDonnell F-101 Voodoo de RAF Upper Heyford, ambas en Reino Unido y el apoyo de operaciones de rescate aéreo proporcionado por el 67° Escuadrón Aeroespacial de Rescate y Recuperación.
En 1971, la Base Aérea de Morón fue designada con un "estado de cuidador modificado" ("modified caretaker status"), y la Base Aérea de Torrejón fue designada como Base Primaria de Apoyo (PSB) para el Ejército del Aire español. Un pequeño contingente del Ejército del Aire español de Northrop F-5 utilizó la base aérea durante la década de 1980. La mayoría de sus edificios estaban vacíos y los servicios en la base estaban severamente limitados.
En noviembre de 1983, durante el ejercicio militar hispano-estadounidense CRISEX 83, los bombarderos estratégicos B-52 de la Fuerza Aérea de EE. UU. pudieron ingresar al espacio aéreo español y usar la Base Aérea de Morón por primera vez desde que fueron prohibidos después del incidente de Palomares de un B-52 el 17 de enero de 1966, cerca de Palomares, Almería.
En 1984, Morón se convirtió en un sitio de aterrizaje abortivo transoceánico (TAL) del transbordador espacial de la NASA. Se instalaron ayudas especiales para la navegación y el aterrizaje, y se capacitó al personal español para recuperar el transbordador espacial después de un aterrizaje de emergencia, que nunca llegó. Además, durante las décadas de 1980 y 1990, los aviadores de la Fuerza Aérea de los EE. UU. se desplegaron en Morón durante los períodos de lanzamiento del transbordador para ayudar a brindar informes meteorológicos en el lugar, así como capacidad de rescate/colisión.
En 1990, el Comando Aéreo Estratégico desplegó 22 aviones cisterna KC-135 y McDonnell Douglas KC-10 Extender para proporcionar reabastecimiento de combustible aéreo para la Operación Escudo del Desierto (Guerra del Golfo de 1991) y cambió la función de la Base Aérea de Morón en EE. UU. de reabastecimiento de combustible a operaciones de bombarderos. El Ala de Bombas 801 (Provisional) en la Base Aérea de Morón constaba de 24 Boeing B-52 Stratofortres, 3 KC-135 y más de 2800 efectivos. Este fue el ala de bombardero más grande desplegada durante la guerra.

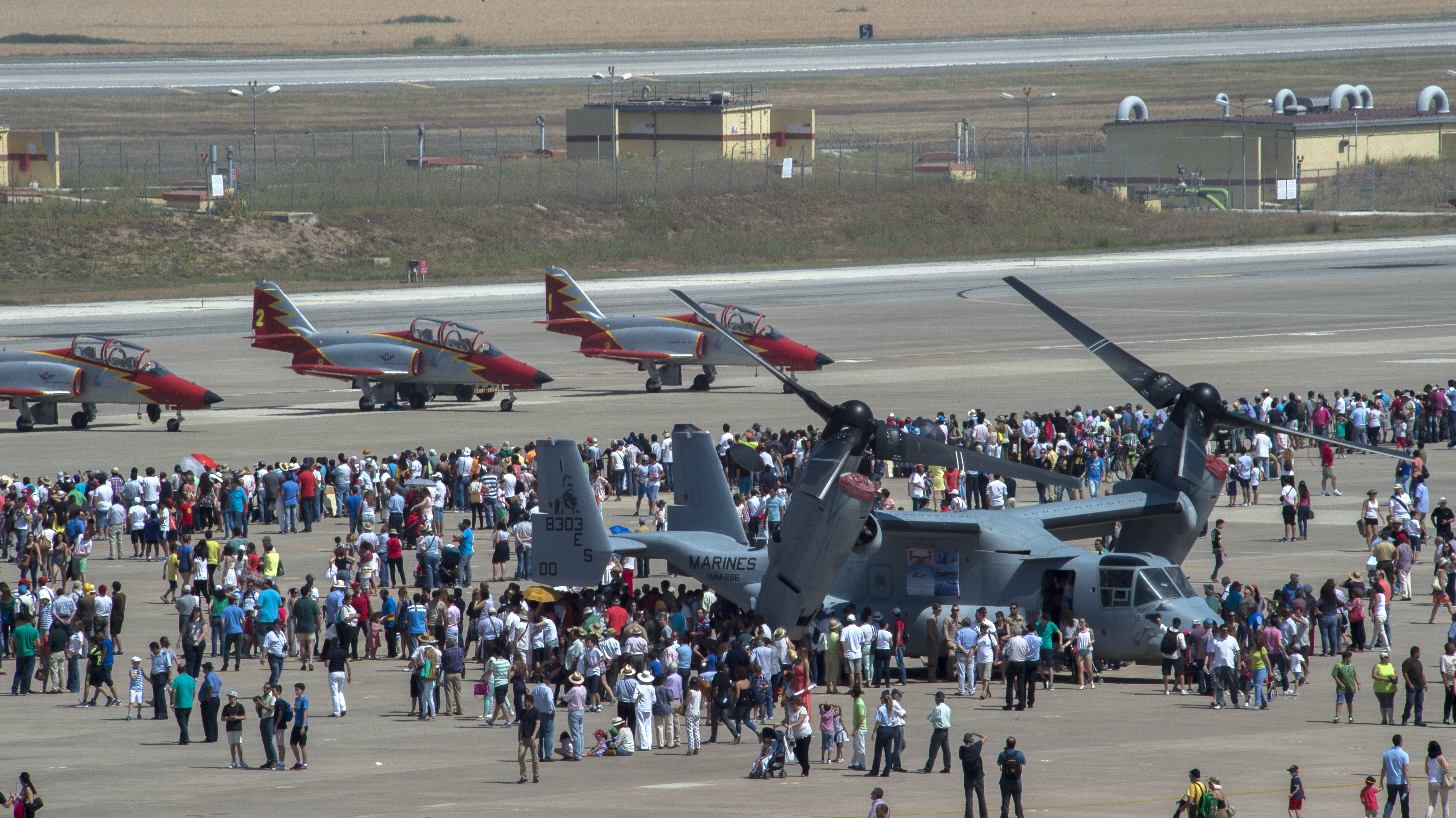
Ciudadanos visitando la base en el 2015 Morón Air Base Open House. En primer plano un V-22 Osprey estadounidense y al fondo tres CASA C-101 de la Patrulla Águila española.

En 1991, el plan de bases para España requería mantener Morón AB, junto con la base aérea de Torrejón y la base naval de Rota, pero en una escala drásticamente reducida. En 1995, se activó el Escuadrón de Base Aérea 496 (496 ABS) para reemplazar al Vuelo de Base Aérea 712, y la USAFE redesignó a Morón como una base de uso limitado, definida como austeramente tripulada sin fuerzas tácticas operativas asignadas permanentemente, aunque se usó como una base provisional para apoyar las implementaciones.
La base de Morón fue muy utilizada durante la Guerra del Golfo en 1991 por B-52 y aviones de reabastecimiento, y también durante la Operación Restaurar la Esperanza (ayuda a Somalia) y la Operación Fuerza Aliada (bombardeo por la OTAN de Yugoslavia en 1999). De 1995 a 1997, Morón fue un área de preparación popular para albergar los movimientos de Coronet East hacia y desde Turquía y el suroeste de Asia con más de 95 misiones de cazas y aviones de repostaje. En 1996, el 496 fue colocado bajo el 31 Grupo de Apoyo de la Base Aérea de Aviano, Italia.

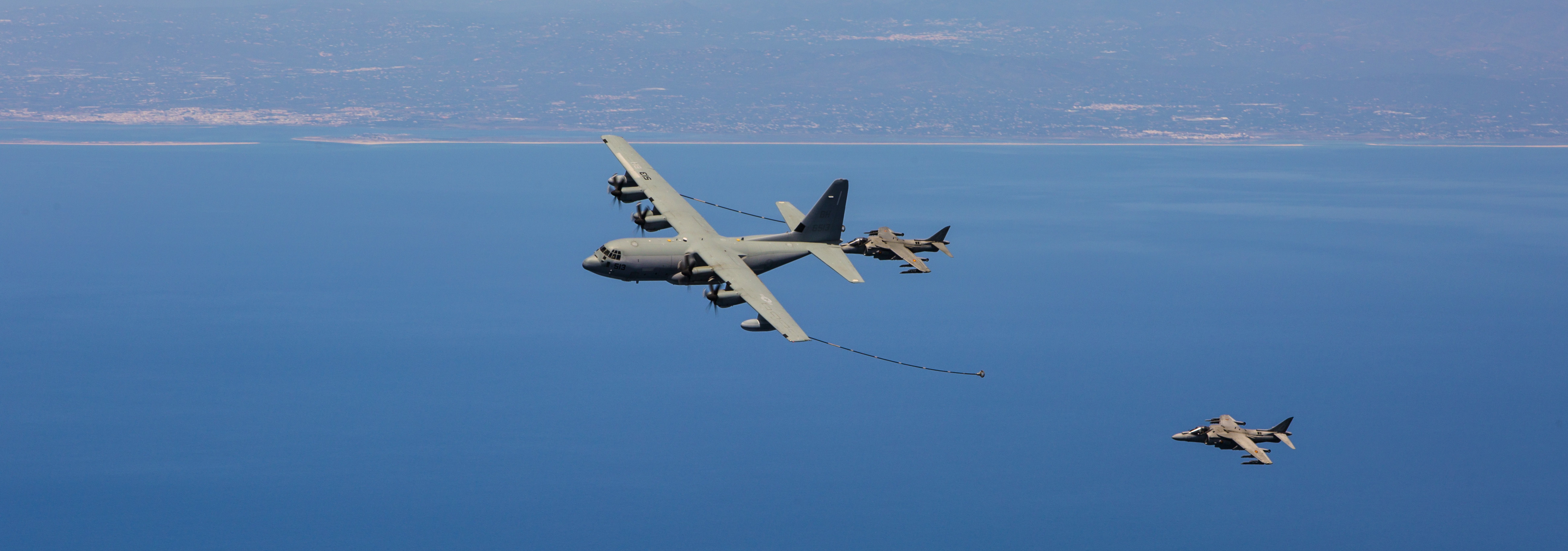
Un KC-130 de los US Marines reabasteciendo combustible a dos AV-8 Harrier de la Armada Española cerca de Morón.

En 1999, Morón se convirtió en el hogar del Ala Expedicionaria Aérea 92, encargada de proporcionar combustible a la Operación Fuerza Aliada durante la Guerra de Kosovo. Además de servir como HQ 92 AEW (unidades de servicio en Francia, Creta, Sicilia y España), Morón recibió 37 aviones de reabastecimiento (KC-135 y KC-10) y 800 efectivos. El 92 AEW se convirtió en el ala de aviones de reabastecimiento más grande desde la guerra de Vietnam y tuvo la distinción de ser la base de aviones de repostaje más grande durante la guerra de Kosovo en 1999.
En 2001, la base proporcionó un número récord de rotaciones de cazas y puentes aéreos para la Operación Libertad Duradera en Afganistán, iniciada tras los atentados del 11-S. En 2003, estas operaciones aumentaron cuando Morón se convirtió en clave para el transporte aéreo y los despliegues de cazas en apoyo de la Operación Libertad Iraquí. En 2004, el 496 ABS comenzó a informar al 712th Air Base Group y se realineó bajo el 38th Combat Support Wing de la base aérea de Ramstein, Alemania más tarde ese año. En 2007, el 712.º ABG se desactivó y el 496.º ABS se realineó nuevamente bajo el 86.º Grupo de Operaciones de la base aérea de Ramstein. En abril de 2019, el 496.º ABS se realineó nuevamente bajo el 65.º Grupo de Base Aérea creando el Puente Aéreo del Atlántico.
En 2011, la base demostró una vez más su importancia estratégica, ya que sirvió como la principal base de aviones cisterna para aviones cisterna que respaldan la Operación Protector Unificado en operaciones sobre Libia. El Ala Expedicionaria Aérea 313 ("Ala Calico") y el Ala Expedicionaria Aérea 406 se activaron para gestionar estas operaciones. En 2013, el Cuerpo de Infantería de Marina basó temporalmente a 550 infantes de marina como parte de una fuerza de reacción rápida en Morón, España, en apoyo del Comando África de EE. UU. Esta unidad estaba equipada con aviones Bell-Boeing V-22 Ospreys y Lockheed Martin KC-130 J de reabastecimiento aéreo / carga. Un elemento avanzado de esta unidad se trasladó en mayo a la base aérea de Sigonella.
La línea de vuelo masiva de Morón, el sistema de reabastecimiento de aviones en tierra, la pista larga y la ubicación privilegiada en la península ibérica, cerca del Mediterráneo y Oriente Medio, certifican que la base es un enlace importante en cualquier operación que se mueva hacia el este desde los Estados Unidos.
En abril de 2013 se instaló en la base una Fuerza de Reacción del Cuerpo de Marines de Estados Unidos para intervenir ante la crisis en África. En noviembre de 2021 este grupo se trasladó a Vicenza, en el norte de Italia.
En junio de 2015 el gobierno español firmó un acuerdo con Estados Unidos por el cual la presencia militar estadounidense en la base pasaba a ser permanente, permitiendo además la instalación de una base para posibles intervenciones militares en África, y una presencia de hasta 2200 militares y 500 civiles estadounidenses, así como el estacionamiento de 26 aeronaves.
En la actualidad, la Base Aérea de Morón alberga:
- el Ala 11 del Ejército del Aire de España, que está equipada con aviones de última generación Eurofighter Typhoon;[14]
- el 221 Escuadrón, con los P-3 Orion de Patrulla Marítima;
- el 2.º Escuadrón de Apoyo al Despliegue Aéreo (SEADA);
- Destacamento Permanente del Servicio de Vigilancia Aduanera, operado por el Ala 37;
- el 2.º Batallón de Intervención en Emergencias de la Unidad Militar de Emergencias (UME- BIEM II);
- el Escuadrón de Base Aérea 496 (496th Air Base Squadron)[15] y el Destacamento 4 del {{ord|21.|er} Grupo de Operaciones (Detachment 4, 21st Operations Group)[16] de la Fuerza Aérea de los Estados Unidos.

## Operaciones de base local
La base se ejecuta bajo el Contrato de Mantenimiento de Base Turquía España (TSBMC). Los servicios específicos incluyen el abastecimiento de combustible de los aviones de la Fuerza Aérea de EE. UU., lucha contra incendios, instalaciones de comedor (servicios de alimentos), salud ocupacional, servicios de ambulancia, comunicaciones, servicios postales, seguridad, ingeniería civil, alojamiento, biblioteca, mantenimiento de equipos de gimnasio y salvavidas, Servicios de Apoyo Logístico, Apoyo de Contingencia, ejercicio y apoyo limitado de la Base Aérea de Zaragoza controlada por el Ejército del Aire español. El contrato no cubre la seguridad de la base local, MWR y cuidado pastoral.
Históricamente, el contrato se ha adjudicado por un período de cuatro años; sin embargo, el contrato actual de Vectrus, conocido como Contrato de Mantenimiento de Base Turquía-España (TSBMC), combina las operaciones de USAFE en Turquía y España.

## Accidentes
- La mañana del 24 de agosto de 2010, un Eurofighter del Ala 11 se estrelló tras el despegue a la velocidad de 300 km/h. En el aparato iban un comandante del Ejército del Aire, que salió ileso gracias al mecanismo de eyección, y un piloto saudí que no pudo escapar y falleció en el accidente.[18]

## Galería de imágenes

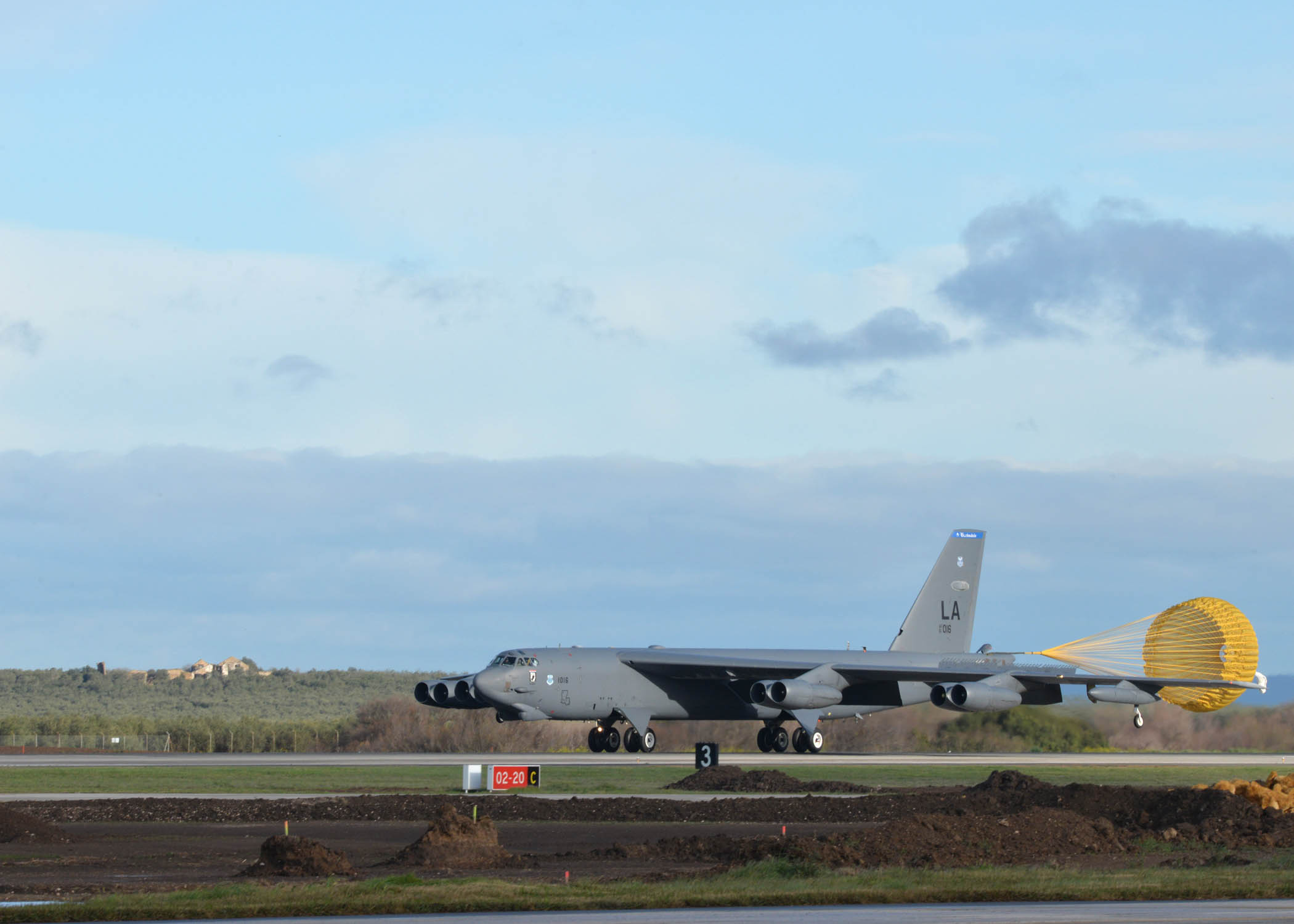
Un B-52 aterrizando
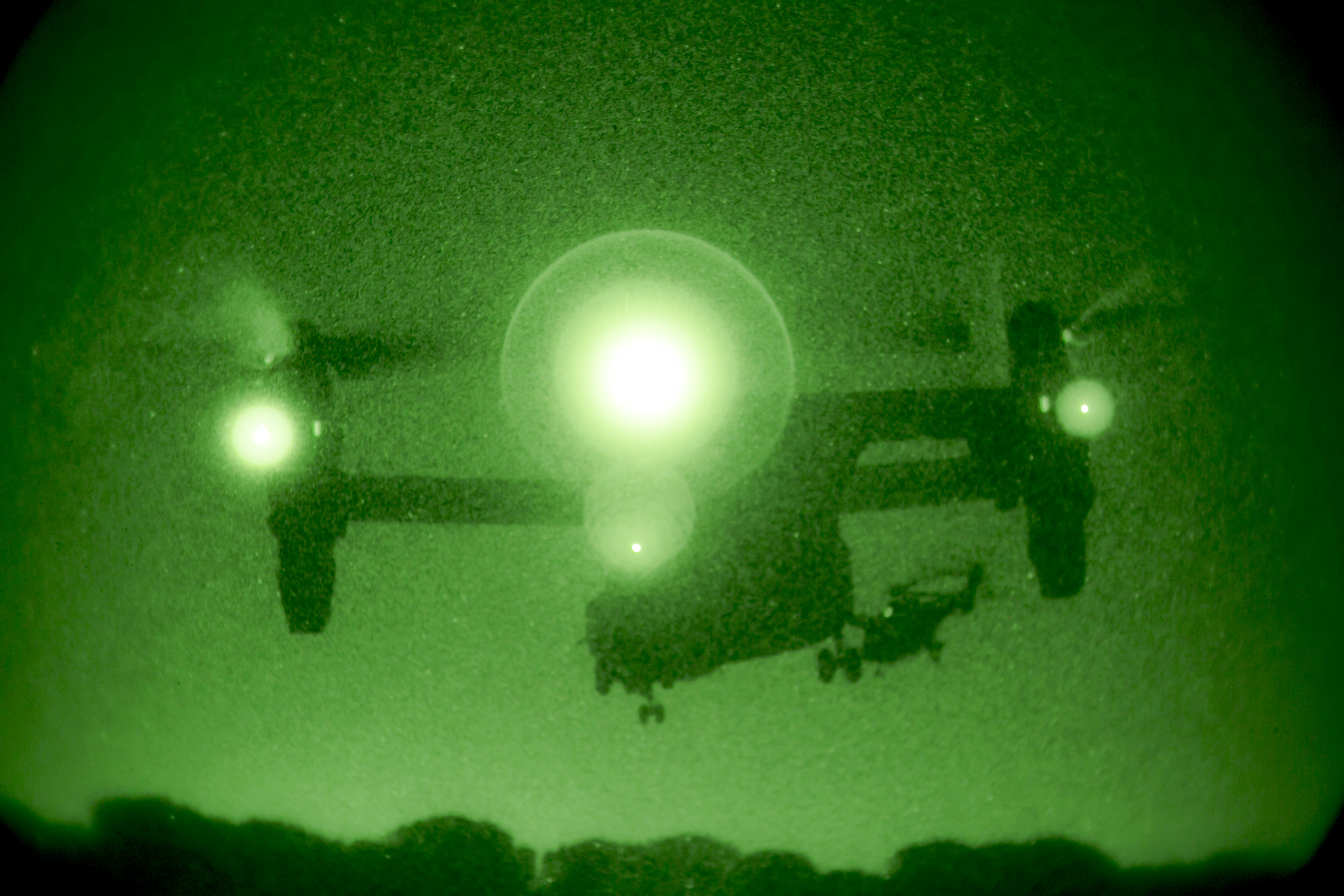
Un V-22 Osprey durante un entrenamiento nocturno
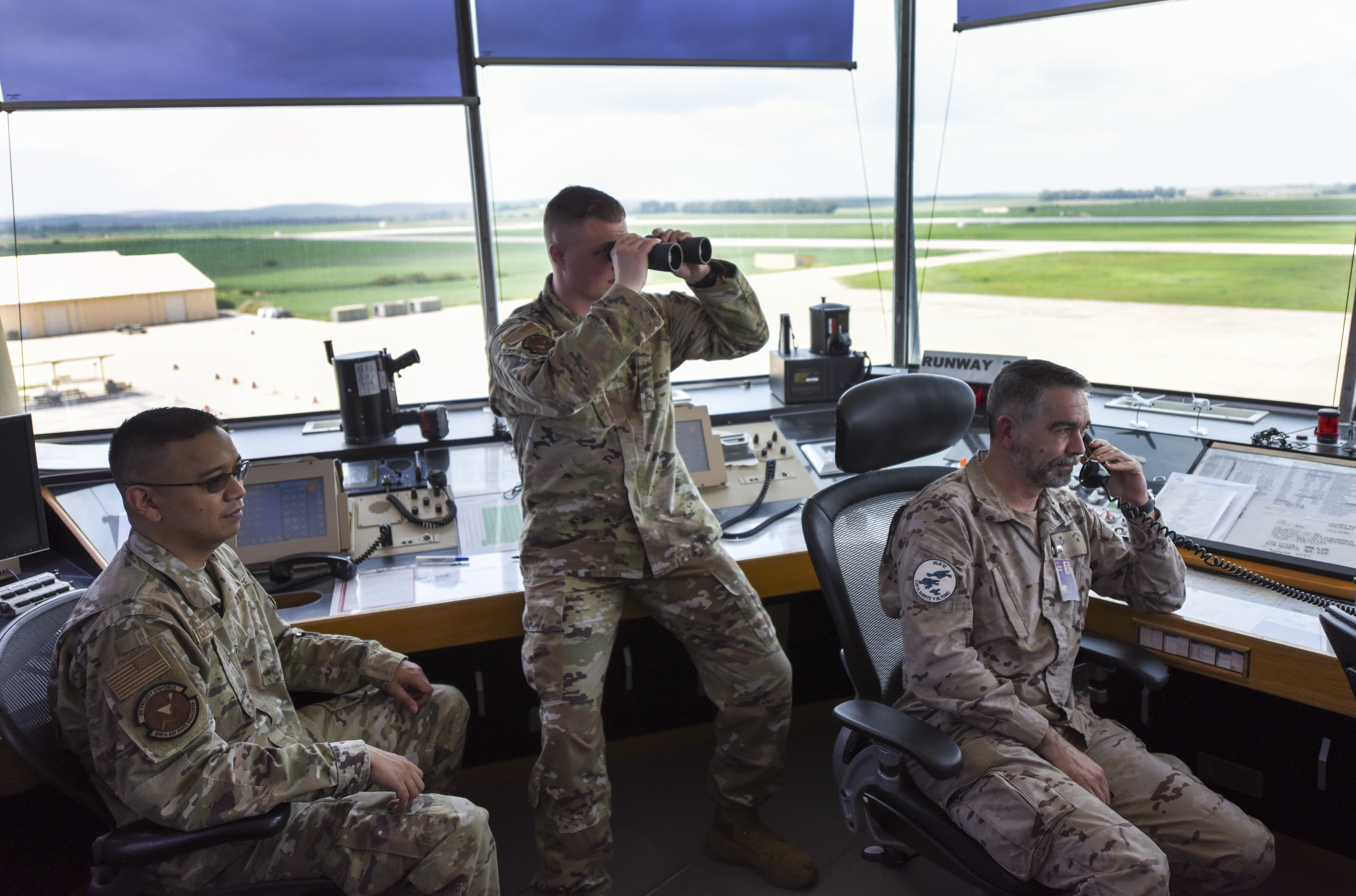
Torre de control de tráfico aéreo de la Base Aérea de Morón
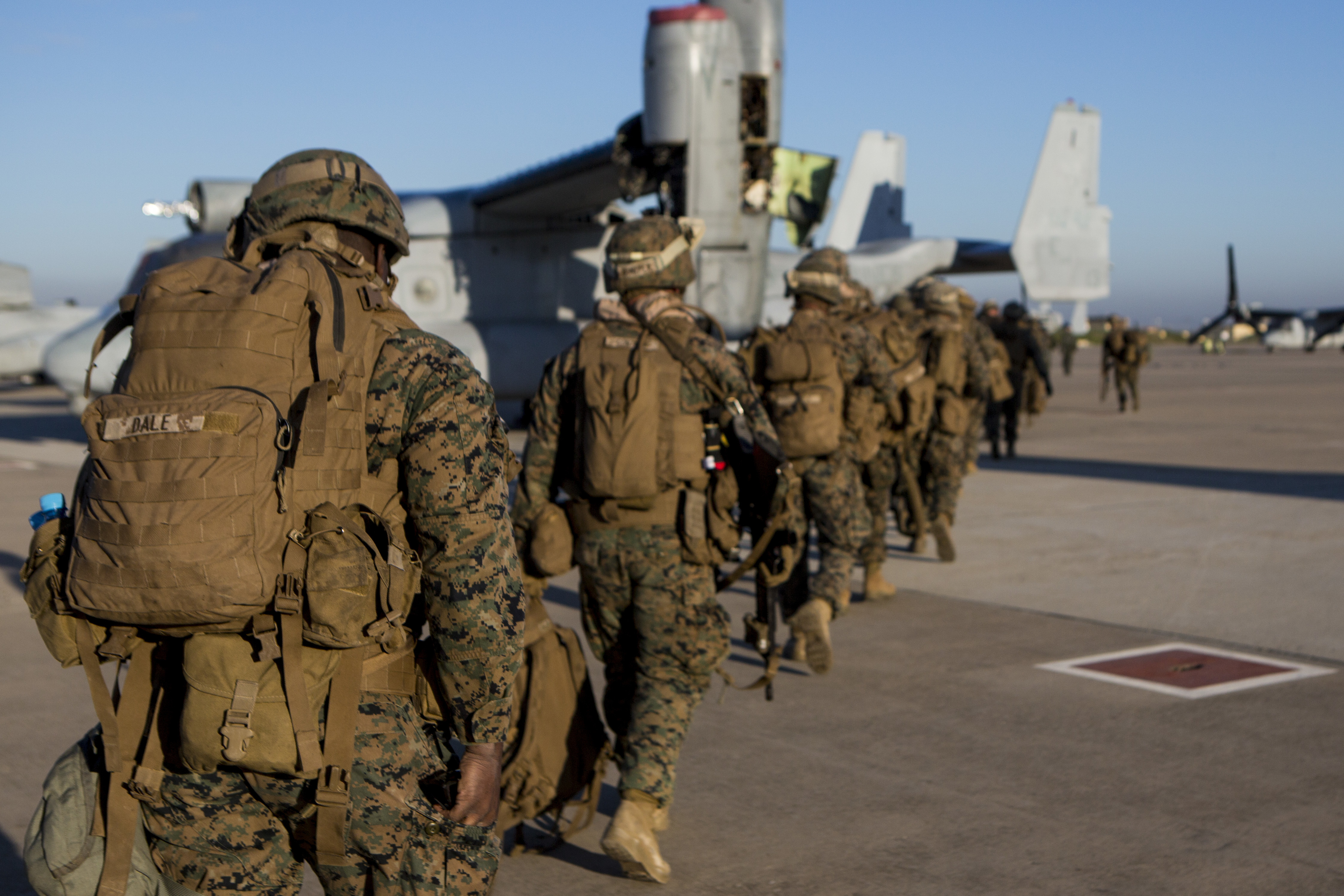
Fuerzas de respuesta rápida de los Marines
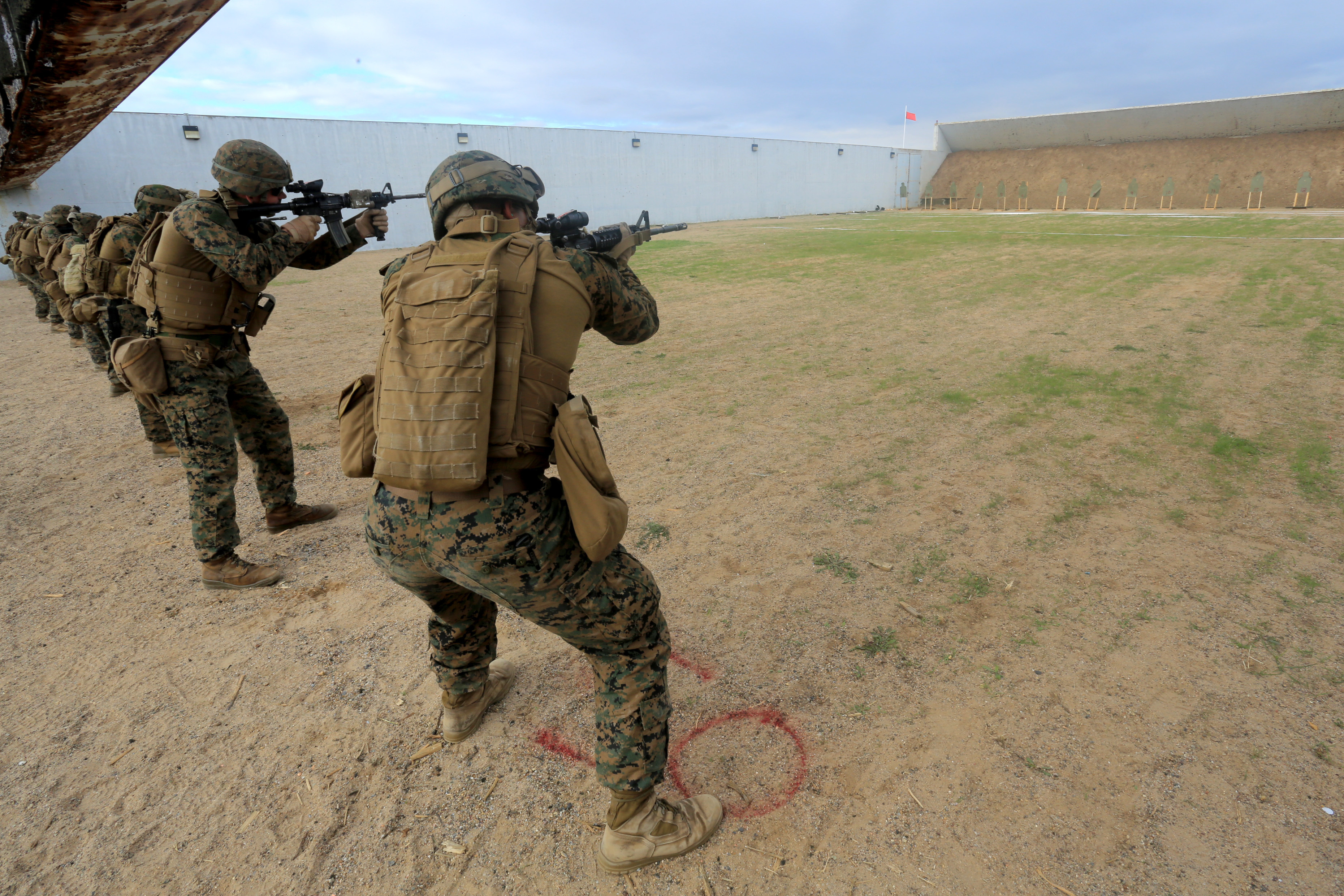
Campo de tiro
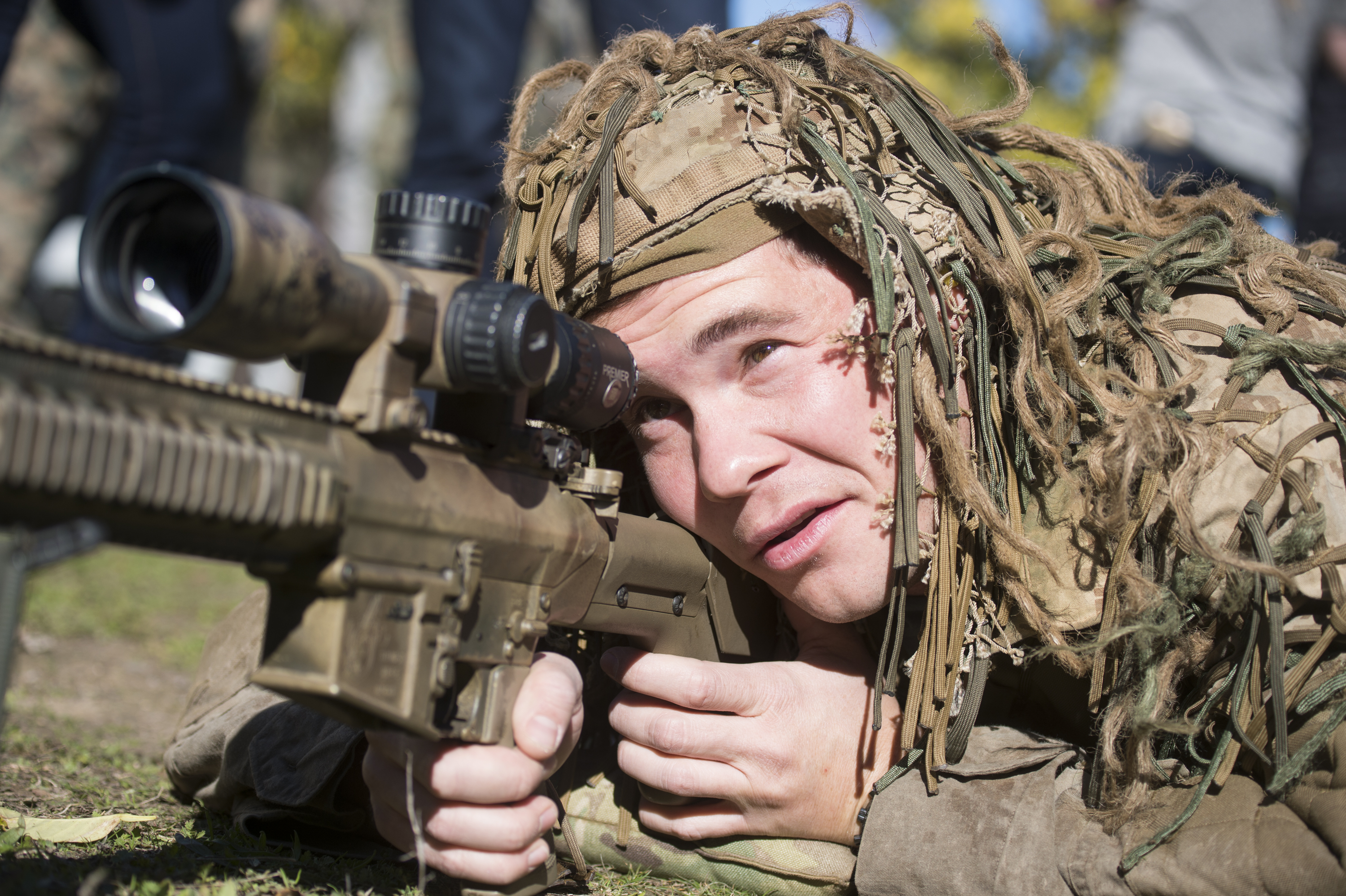
Adam DeVine visitó la base en 2017